# 天徳内裏歌合
天徳内裏歌合（てんとくだいりうたあわせ）は、天徳4年3月30日（960年4月28日）、村上天皇によって行われた歌合。

## 概要
歌題の提示から当日まで1ヶ月の期間をおき、進め方や左右双方の衣裳、歌を書いた色紙を置く州浜（入り江などをかたどった飾り台）にいたるまで周到に準備されたもので、その典雅さなどで後世の歌合の手本となった。
3月初めに示された題は霞、鶯 、柳、桜 、款冬（山吹）、藤、暮春、首夏、郭公（ほととぎす）、卯花、夏草、恋の12。鶯、郭公が各2、桜が3、恋が5の計20番で戦われた。判者（はんじゃ：勝敗を決める役）は左大臣藤原実頼、その補佐に大納言源高明（たかあきら）、講師（こうじ：歌を読み上げる役）は左方・源延光、右方・源博雅、方人（かたうど；応援する役）には女房たちが左右に分かれ、それぞれ左方は赤（朱）、右方は青（緑）を基調に衣裳を揃えるなど趣向を凝らしたものであったという。
当日は午後早くから会場となる清涼殿の準備が始まったが、左方の州浜の参上が遅れ、歌合が始まったときはすでに日が暮れていたといわれる。歌合は夜を徹して行われ、左方の10勝5敗5引き分けで終わった。歌合のあと管弦の遊びが催され、退出は翌朝のことであった。

## 20番の内容
1.霞
左：藤原朝忠卿（勝）
倉橋の山のかひより春霞としをつみてやたちわらるらむ
右：平兼盛
ふるさとは春めきにけりみよしのの御垣の原をかすみこめたり
2.鶯
左：源順（勝）
こほりだにとまらぬ春のたに風にまだうちとけぬうぐひすのこゑ
右：平兼盛
わがやどにうぐひすいたくなくなるはにはもはだらに花やちるらむ
3.鶯
左：藤原朝忠卿（勝）
わがやどの梅がえになくうぐひすは風のたよりにかをやとめこし
右：平兼盛
しろたへの雪ふりやまぬ梅がえにいまぞうぐひすはるとなくなる
4.柳
左：坂上望城
あらたまのとしをつむらむあをやぎのいとはいづれの春かたゆべき
右：平兼盛（勝）
さほひめのいとそめかくるあをやぎをふきなみだりそ春の山風
5.桜
左：藤原朝忠卿（勝）
あだなりとつねはしりにきさくらばなをしむほどだにのどけからなむ
右：清原元輔
よとともにちらずもあらなむさくら花あかぬ心はいつかたゆべき
6.桜
左：大中臣能宣（持（じ；引き分けのこと））
さくらばな風にしちらぬものならばおもふことなき春にぞあらまし
右：平兼盛（持）
さくらばないろみゆるほどによをしへば歳のゆくをもしらでやみなむ
7.桜
左：少弐命婦（勝）
あしひきのやまがくれなるさくらばなちりのこれりと風にしらすな
右：中務
としごとにきつゝわがみるさくらばなかすみもいまはたちなかくしそ
8.款冬（山吹）
左：源順（勝）
春がすみ井手のかはなみたちかへりみてこそゆかめやまぶきの花
右：平兼盛
ひとへづゝやへ山ぶきはひらけなむほどへてにほふはなとたのまむ
9.藤
左：藤原朝忠卿
むらさきににほふふぢなみうちはえてまつにぞちよのいろはかゝれる
右：平兼盛（勝）
われゆきていろみるばかり住吉のきしのふぢなみをりなつくしそ
10.暮春
左：藤原朝忠卿（勝）
はなだにもちらでわかるゝ春ならばいとかく今日はをしまましやは
右：藤原博古
ゆくはるのとまりをしふるものならばわれもふなでておくれざらまし
11.首夏
左：大中臣能宣（持）
なくこゑはまだきかねどもせみのはのうすきころもをたちぞきてける
右：中務（持）
夏ごろもたちいづるけふは花ざくらかたみのいろもぬぎやかふらむ
12.卯花
左：壬生忠見
みちとほみ人もかよはぬ奥山にさけるうのはなたれとをらまし
右：平兼盛（勝）
あらしのみさむきみやまのうのはなはきえせぬ雪とあやまたれつゝ
13.郭公（ほとゝぎす）
左：坂上望城（持）
ほのかにぞなきわたるなるほとゝぎすみやまをいづるけさのはつこゑ
右：平兼盛（持）
みやまいでてよはにやいつるほとゝぎすあかつきかけてこゑのきこゆる
14.郭公
左：壬生忠見（持）
さよふけてねざめざりせばほとゝぎす人づてにこそきくべかりけれ
右：藤原元真（持）
人ならばまててふべきをほとゝとぎすふたこゑとだにきかですぎぬる
15:夏草
左：壬生忠見（勝）
夏ぐさのなかをつゆけみかきわけてかる人なしにしげる野辺かな
右：平兼盛
なつふかくなりぞしにけるおはらぎのもりのしたくさなべて人かる
16:恋
左：藤原朝忠卿（勝）
ひとづてにしらせてしがなかくれぬのみこもりにのみこひやわたらむ
右：中務
むばたまのよるのゆめだにまさしくばわがおもふことをひとにみせばや
17.恋
左：大中臣能宣（勝）
こひしきをなににつけてかなぐさめむゆめにもみえずぬるよなければ
右：中務
きみこふるこゝろはそらにあまのはらかひなくてふる月日なりけり
18.恋
左：本院侍従（持）
ひとしれずあふをまつまにこひしなばなににかへたるいのちとかいはむ
右：中務（持）
ことならばくもゐの月となりななむこひしきかげやそらにみゆると
19.恋
左：藤原朝忠卿（勝）
あふことのたえてしなくばなかなかに人をもみをもうらみざらまし
右：藤原元真
きみこふとかつはきえつつふるものをかくてもいけるみとやみるらむ
20.恋
左：壬生忠見
こひすてふわがなはまだきたちにけりひとしれずこそおもひそめしか
右：平兼盛（勝）
しのぶれどいろに出でにけりわがこひはものやおもふとひとのとふまで

## 逸話

### 博雅の読み違え
三番の鶯の歌のとき、右方の講師である源博雅は誤って四番の柳の歌を読み上げてしまった。左方の方人から指摘があり、改めて鶯の歌を読み上げることとなったが、恥じ入る余り顔面蒼白となり、声も震えてうまく読めなかったという。

### 忠見の悶死
二十番の勝負において判者の実頼は優劣を付けられず、持にしようとしたが、帝から勝敗を付けるようにとの仰せがあった。実頼は補佐の高明に決めてもらおうとしたが高明は平伏して何も言わない。実頼は窮したが、その時帝が「しのぶれど」と兼盛の歌を口ずさんでいるのを高明が聞きつけ、実頼に伝えた。それでようやく実頼も決心が付き、右方の勝ちと判定を下した。その間、左右の講師はずっと歌を読み上げ続けていた。
卑官だった壬生忠見は、出世を懸けて詠んだ歌が接戦の末に負けたことを悲観してその後食べ物を受け付けなくなり、そのまま死んだという逸話もあるが（『沙石集』）、その後の晩年の歌も残っている。

## 参考図書
- 岡野玲子『陰陽師』第7巻（白泉社）：コミックだが伝えられている歌合の経緯が詳細に描かれている。
- 渡部泰明『和歌とは何か』（岩波新書、2009年）、pp. 160-167